# Musha (Rwamagana)
Musha è un settore (imirenge) del Ruanda, parte della Provincia Orientale e del distretto di Rwamagana.